# Козьмин, Иван Павлович
Иван Павлович Козьмин — советский хозяйственный, государственный и политический деятель, Герой Социалистического Труда.

## Биография
Родился в 1910 году в ныне Лиманском районе Донецкой области.
С 1930 года — на хозяйственной, общественной и политической работе. В 1930—1956 гг. — крестьянин, колхозник, участник Великой Отечественной войны, сапожник дивизионной мастерской 57-й Новобугской орденов Суворова и Богдана Хмельницкого гвардейской дивизии, бригадир тракторной бригады Лиманской МТС Сталинской области, тракторист колхоза имени Калинина Красно-Лиманского района Донецкой области Украинской ССР.

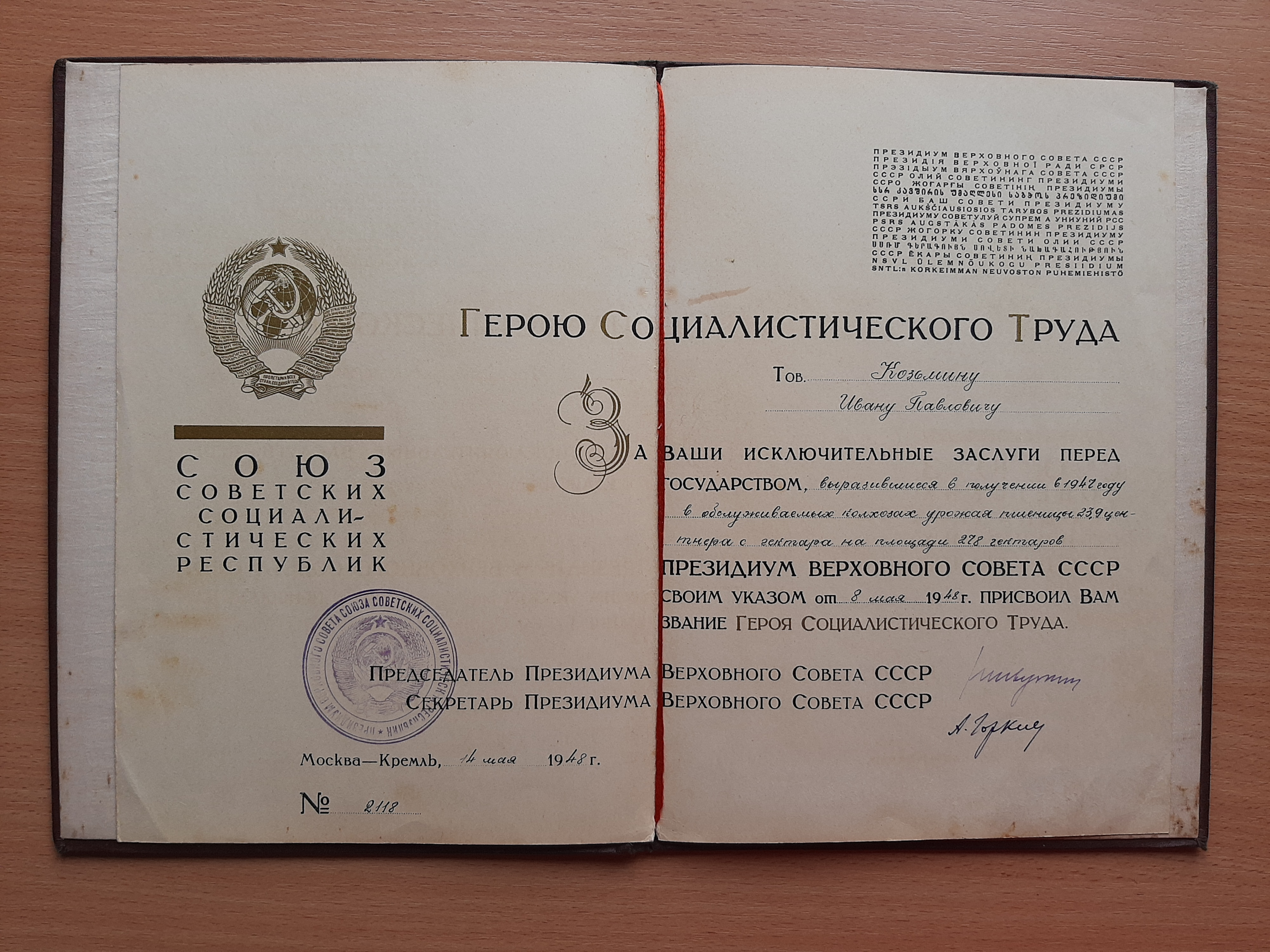

Указом Президиума Верховного Совета СССР от 8 мая 1948 года присвоено звание Героя Социалистического Труда с вручением ордена Ленина и золотой медали «Серп и Молот».
За высокие показатели в социалистическом соревновании в честь 50-летия Великой Октябрьской социалистической революции был награжден Почетной грамотой Краснолиманского районного производственного управления сельского хозяйства и райкома профсоюза рабочих и служащих сельского хозяйства и заготовок.
Проживал в пгт. Дробышево Краснолиманского района Донецкой области Украинской ССР. Умер до 1985 года.